# Orbie Bowling
Orbie Lee Bowling (Sandy Hook, 21 marzo 1939) è un ex cestista statunitense, professionista nella ABA.

## Carriera
Venne selezionato dai New York Knicks all'undicesimo giro del Draft NBA 1963 (76ª scelta assoluta).